# Konserthuset Kristianstad

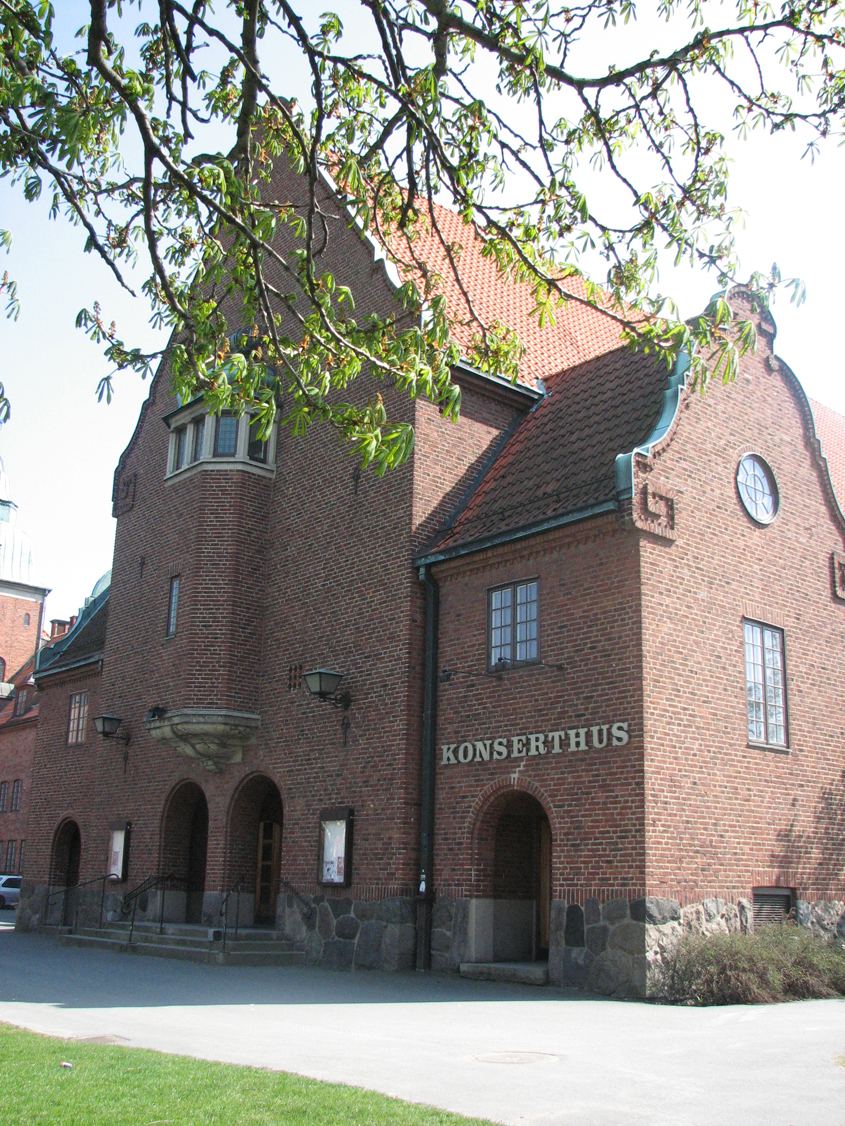
Konserhuset Kristianstad, 2010

Konserthuset Kristianstad drivs av Musik i Syd och går sedan 2014 under namnet Kulturkvarteret Kristianstad. Stora salen har 412 platser och Lilla salen, från 1992, 150 platser.
Invigningen av Konserthuset skedde under högtidliga former våren 1936. När Konserthuset byggdes fick biblioteket nya, moderna lokaler i två plan i vilka det fanns kvar till 1965 då nuvarande biblioteket byggdes.
Efter en brand 1989 renoverades konserthuset och utrustades med modernt ljus och ljud.

## Tillkomst
Konserthuset Kristianstad tillkom på initiativ av Ille Gustafsson – musikdirektör vid Norra skånska infanteriregementet och dirigent för Kristianstads Orkesterförening. Efter livliga diskussioner både i stadsfullmäktige och ortspress, beslöt man bifalla en motion av Ille Gustafsson i september månad 1933 att söka statsanslag av lotterimedel för uppförande av konserthus och bibliotek. Regeringen beviljade först 100.000 kronor och därpå 130.000 vilket gjorde projektet genomförbart. Projektet kostade totalt 400.000 kr. Skillnaden mellan statsanlaget och den totala byggkostnaden täcktes av medel ur Otto Ericssons donationsfond.

## Byggnaden
Byggnaden ritades av stadsarkitekten Per Lennart Håkanson, som tjänstgjorde 30 år i Kristianstad och formade många av Kristianstads monumentalbyggnader. Huset uppfördes 1934 helt i skånsk borggårdsarkitektur. Byggnaden är en tillbyggnad av Tekniska skolan, som byggdes 1915 för att inhysa bibliotek, museum och skollokaler. Även denna byggnad ritades av Håkanson. Byggnaden är i nationalromantisk stil och var den byggnad som han själv var mest stolt över. 
| ”                                                        | Byggnadernas placering påminner om renässansslottens, exempelvis är huvudbyggnaderna på närbelägna Trolle-Ljungby slott placerade på samma sätt. Liksom på Trolle-Ljungby finns ett kraftigt trapptorn i ”borggårdens” ena hörn. /.../ Gavlarnas utformning är kanske också inspirerade från Trolle-Ljungby eller Heliga Trefaldighetskyrkans snirklade renässansgavlar | „ |
| – Sune Friström, f.d. stadsarkitekt Kristianstads kommun | |   |